# Vía rostral migratoria
La vía rostral migratoria (VRM o RMS por sus siglas en inglés) es una ruta de migración celular especializada que se encuentra en el encéfalo de algunos animales. Las células que migran por esta vía se originan en la zona subventricular (SVZ) de los ventrículos laterales y migran hasta alcanzar el bulbo olfatorio principal (BO). La importancia de esta migración reside en su habilidad para refinar o incluso cambiar la sensibilidad a los olores, lo que explica su mayor importancia y tamaño en el encéfalo de roedores comparado con el de humanos, ya que nuestro sentido del olfato no está tan desarrollado. Esta vía ha sido estudiada en roedores, conejos, monos ardilla y  macacos rhesus. Cuando las neuronas que migran por la VRM alcanzan el BO se diferencian en interneuronas gabaérgicas y se integran tanto en la capa granular como en la capa periglomerular, consistiendo así en una vía migratoria para la neurogénesis adulta.
A pesar de que originariamente se creía que las neuronas no podían regenerarse en el cerebro adulto, se ha encontrado neurogénesis en el cerebro de mamíferos, incluyendo primates y humanos. Sin embargo la neurogénesis está limitada a la zona subgranular del giro dentado del hipocampo y a la ZSV. La VRM provee el mecanismo mediante el cual las neuronas generadas en la ZSV se recolocan en los BO.

## Breve historia

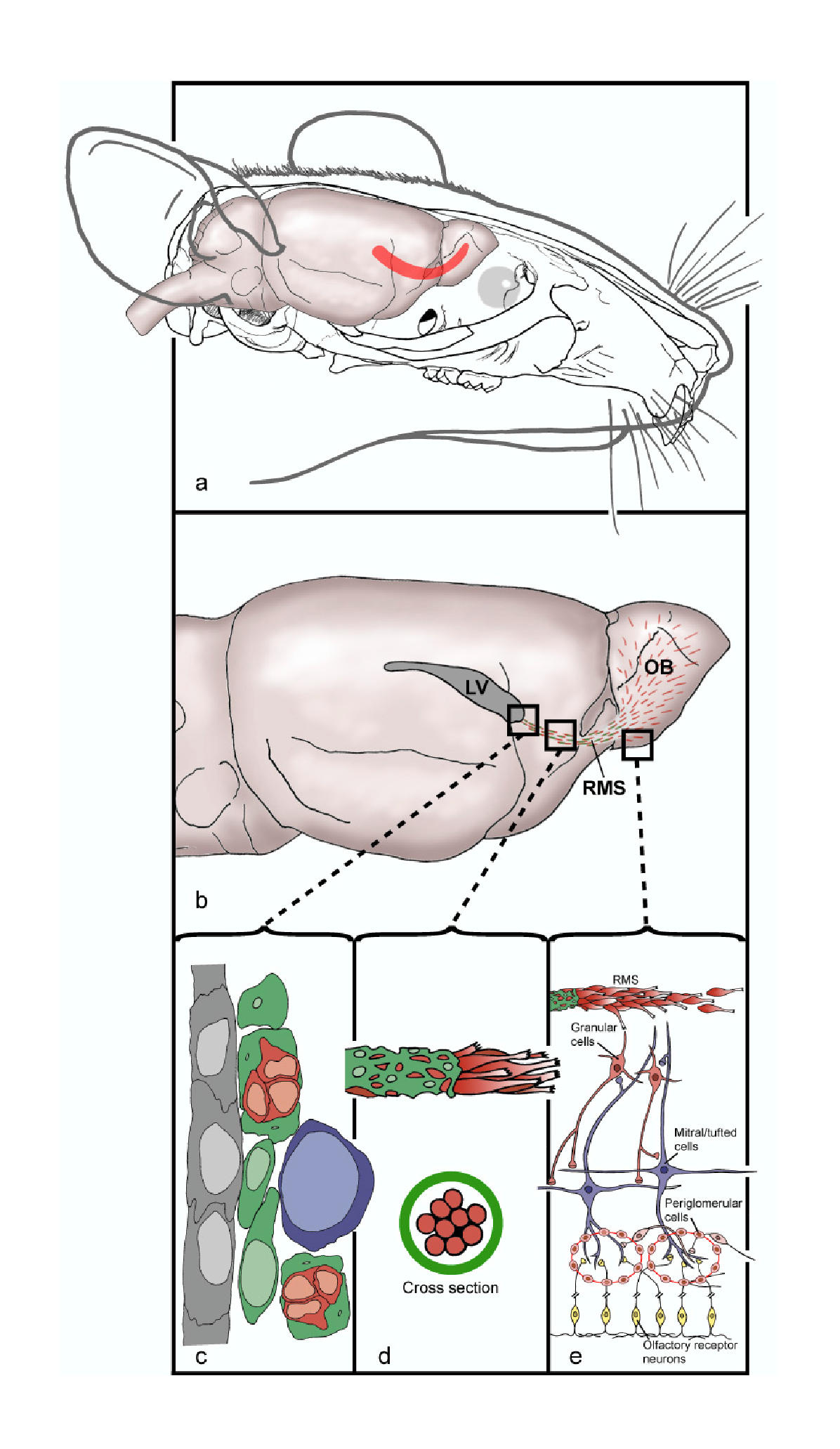
(a) Cabeza de un ratón mostrando la localización en el encéfalo de la vía rostral migratoria, VRM (en rojo) a lo largo de la cual los neuroblastos nuevos migran desde la ZSV hasta el bulbo olfatorio. (b) LA migración de nuevos neuroblastos empieza en el ventrículo lateral, continua a lo largo de la VRM y termina en el bulbo olfatorio, donde se generan poblaciones maduras de interneuronas. (c) Esquema basado en imágenes de microscopia electrónica mostrando la citoarquitectura de la ZSV a lo largo del ventrículo. Las células ependimarias (gris) forman una monocapa a lo largo del ventrículo con astrocitos (verde) neuroblastos (rojo) y precursores neuronales amplificandose transitoriamente (TAP; morado). (d) Esquema mostrando la migración de los neuroblastos a lo largo de la VRM. Los astrocitos (verde) envuelven a los neuroblastos en migración (rojo) y se piensa que restringen y contienen los neuroblastos para que migren correctamente por la vía. (e) Neuroblastos en migración entran al BO, migran radialmente y dan lugar a células granulares y periglomerulares.
Imagen de Jessica B. Lennington, et al., 2003.

La VRM fue descubierta y nombrada por primera vez por Joseph Altman en 1969 utilizando autoradiografías para detectar H3-Timidina en el encéfalo de ratas. Altman trazó como las células marcadas migraban rostralmente desde la ZSV, situada a lo largo de las paredes laterales de los ventrículos laterales, hasta el bulbo olfatorio principal. Además cuantificó el efecto de la edad en el tamaño de la VRM. Aunque hay evidencias de que en humanos podría haber neurogénesis en la ZSV todavía existe debate sobre la importancia de la VRM y la neurogénesis adulta en la ZSV de humanos.

## Biología celular

### Células vasculares
Las células vasculares desempeñan un papel importante en la regulación de la proliferación de los precursores neurales adultos. Por ejemplo, en la zona subgranular del hipocampo adulto hay densos grupos de células en división asociadas íntimamente a la vasculatura, especialmente a los capilares. En la ZSV adulta los contactos entre los precursores neuronales y los vasos sanguíneos son generalmente permeables y frecuentemente carecen de la interferencia de astrocitos o pericitos, sugiriendo que las señales provenientes de la sangre tienen acceso directo a los precursores neurales adultos y a sus descendientes. Además la vasculatura también aporta un sustrato para la migración de nuevas neuronas después de una lesión en el estriado adulto. En la VRM, las células vasculares se organizan paralelas a la ruta de las células en migración y funcionan como un andamio para las mismas. También se encuentran células gliales asociadas con los vasos sanguíneos y la comunicación entre estas células podría ser importante para la migración en la VRM, por ejemplo, se cree que el factor neurotrófico derivado del cerebro (BDNF por sus siglas en inglés) es un factor de crecimiento que modula la migración en la VRM.

### Astrocitos
Los astrocitos forman uniones gap y están íntimamente asociados con la vasculatura y su lámina basal en la ZSV adulta y subsecuentemente en la VRM. Estos podrían servir como una interfaz para modular la influencia de factores derivados del endotelio o de la circulación así como la disponibilidad de citocinas y factores de crecimiento en este sistema. De hecho, los astrocitos derivados de nichos neurogénicos del hipocampo y de la ZSV son capaces de promover proliferación y compromiso compromimo con el linaje neuronal en células madre neurales adultas en cultivo. En cambio los astrocitos provenientes de zonas no neurogénicas como la médula espinal no son capaces de provocar estos efectos. Para realizar estas acciones los astrocitos expresan factores de membrana o secretan otros factores que regulan la proliferación o el compromiso con el linaje neuronal en precursores neurales adultos así como con la migración neuronal, maduración y la formación de sinapsis tanto in vitro como in vivo. En la ZSV adulta, los astrocitos expresan receptores para robo de forma que regulan la rápida migración de neuroblastos positivos para Slit1 a través de la VRM. Además, se ha propuesto que los mismos neuroblastos desempeñan un papel en modular la acción de los astrocitos a través de las mismas interacciones slit-robo. De esta manera, en ausencia de Slit los procesos astrociticos no se alinean correctamente o crean tubos en lugar de situarse a lo largo de las neuronas migrantes. Los astrocitos de la ZSV adulta parecen además secretar glutamato para regular la supervivencia de neuroblastos. En la SVZ adulta las células ependimarias de la pared ventricular están en íntima asociación con los precursores neurales y su progenie, actuando como un escudo para proteger el nicho neurogénico, una zona donde las células madre se quedan después del desarrollo embrionario para la producción de nuevas células, incluyendo neuronas, del sistema nervioso.

### Otras células gliales
Las células ependimarias regulan activamente el compromiso con el linaje neuronal de los precursores neurales adultos a través de la liberación de nogina. Además el movimiento de los cilios de las células ependimarias parece crear gradientes de concentración de moléculas como las citocinas, el factor de necrosis tumoral (TNF-α) o el factor de crecimiento insulínico (IGF-1) dirigiendo así la migración de neuroblastos. La microglía también regula activamente la neurogénesis adulta. En la zona subgranular adulta en condiciones basales, los cuerpos apoptóticos de neuronas nuevas son rápidamente fagocitados en el nicho neurogénico por microglía poco activa. En cambio, en condiciones de Inflamación la microglía activada puede tener tanto efectos beneficiosos como perjudiciales en diferentes aspectos de la neurogénesis adulta dependiendo del balance entre las moléculas proinflamatorias o antiinflamatorias que hayan sido secretadas al medio. En un estudio, se ha sugerido que la activación de la microglia y el reclutamiento de linfocitos T es una condición necesaria para la neurogénesis inducida por enriquecimiento ambiental en la ZSG, algo que podría ocurrir también en la VRM.

## Mecanismos de migración
Se cree que las células de la VRM se mueven en una migración en cadena. Los neuroblastos de la VRM están conectados por especializaciones de membrana como las uniones gap o uniones adherentes de forma que se mueven unidos uno tras otro en dirección a los bulbos olfatorios a través de tubos gliales. Los mecanismos de este movimiento implican tanto tanto al sistema neurogénico ventrículo-olfatorio (VONS por sus siglas en inglés), a las estructuras gliales y a un sistema de señalización quimiotáctica.

### Sistema neurogénico ventrículo-olfatorio (VONS)
Parte del sistema olfatorio está compuesto epor la VRM que se extiende desde la ZSV y el prosencéfalo basal hasta los bulbos olfatorios. Esta vía constituida tanto por la ZSV, la VRM, el tracto olfatorio y los bulbos olfatorios (BO) es conocida como VONS. Las neuronas en desarrollo abandonan la ZSV y entran en la VRM donde viajan caudal y ventralmente a lo largo de la superficie inferior del núcleo caudado, en lo que se conoce como el camino descendente. Una vez alcanzan la parte ventral del núcleo caudado, las neuronas siguen el camino rostral y viajan ventral y rostralmente hasta entrar en la corteza olfatoria anterior (AOC por sus siglas en inglés). LA AOC da lugar finalmente al tracto olfatorio que termina en el BO.

### Estructura glial

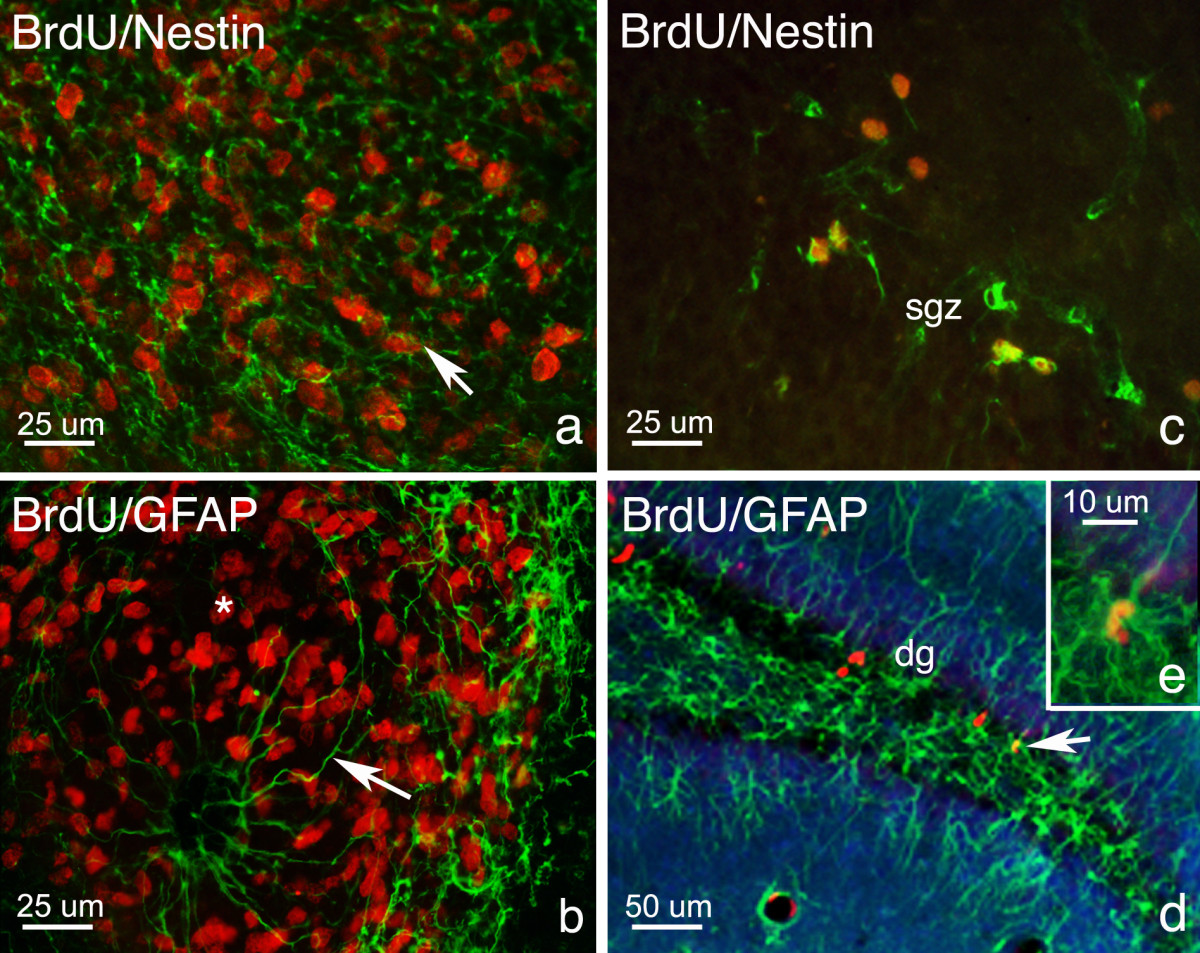
Fenotipos de las células en proliferación en la vía migratoria rostral y el giro dentado. Las imágenes por inmunofluorescencia muestran que en la VRM la mayoría de las células son BrdU+/nestina+ (flecha, a) y revelan la presencia de filamentos GFAP+ (flecha, b) alrededor de células Brdu+ (asterísco, b). En el giro dentado se observan células BrdU+/nestina+ (c) y algunas células BrdU+/GFAP+ (flecha d, e).
Adaptado de Maryam Faiz, et al., 2005.

Las neuronas en desarrollo viajan hacia el bulbo olfatorio a través de la VRM mediante una especie de tubos formados por la glía. Estos tubos gliales marcan la división entre el tejido nervioso diferenciado y el tejido nervioso con características embrionarias. Las células viajan tangencialmente con respecto a la superficie cerebral y paralelas a la superficie pial. Esta migración no se produce radialmente como es común en las neuronas en desarrollo. En general, las neuronas que migran tangencialmente lo hacen independientemente de la ayuda de la glía radial pero en la VRM se ha demostrado que este no es el caso. Se han observado tubos gliales en ratas adultas y se ha visto que estos tubos forman una malla de cuerpos y procesos celulares. Se ha demostrado que estas células eson astrocitos debido a que expresan de GFAP y, de forma más específica, son astrocitos protoplásmicos debido a su morfología. Además, estas células gliales son positivas para vimentina, una proteína común en células gliales embrionarias o inmaduras. En cambio, las neuronas en desarrollo se identifican por su expresión de una forma embrionaria polisializada de la molécula de adhesión neural (PSA-NCAM por sus siglas en inglés) así como de β-tubulina, una proteína encontrada generalmente en neuroblastos posmitóticos. Esta expresión evidencia que las células de la VRM están comprometidas con el linaje neuronal y se diferenciarán a neuronas en el bulbo olfatorio. Se ha visto que si se elimina la expresión de NCAM los neuroblastos se dispersan, demostrando así la importancia de esta molécula en la formación de las cadenas migratorias. Las neuronas forman tanto grupos como cadenas en el lumen de los tubos gliales.Una vez que las neuronas en desarrollo alcanzan los bulbos olfativos se sueltan de la VRM mediante la acción iniciada por relina y tenascina y migran, ahora radialmente, hacia los glomérulos. donde se diferencian en subtipos de interneuronas.

### Señalización celular
La naturaleza de las señales moleculares implicadas en la correcta señalización que reciben los precursores migrantes permanece desconocida. La secreción de factores quimioatrayentespor el bulbo olfatorio parece una posibilidad. Los quimioatrayentes y quimiorrepelentes actúan en las neuronas en migración induciendo cambios en el cono de crecimiento neural para dirigirlas. A pesar de ello, el tejido derivado del BO no tiene una influencia directriz en la migración y, por otra parte, factores derivados del septum muestran un efecto repulsivo en las células de la ZSV. Recientemente se ha mostrado que la proteína Slit tiene ese efecto repulsor en precursores derivados de la ZSV. Además, las integrinas han demostrado tener una influencia reguladora en la migración de precursores y en su división celular. PSA-NCAM parece otro candidato implicado ya que ratones que carecen de NCAM tienen unos BO de tamaño extremadamente reducido y los precursores se acumulan a lo largo de la VRM. Es posible que la falta de NCAM provoque cambios en las interacciones neurona-glía y que la modificación en estas interacciones sea finalmente responsable de la inhibición de la migración. Se ha demostrado que existe una comunicación mutua entre las neuronas y la glía y hay datos que apoyan la hipótesis de que PSA-NCAM desempeña un rol activo en este proceso. La falta de PSA-NCAM en la superficie de precursores migrantes podría estar alterando las propiedades proliferativas de la población de células gliales, un escenario que recuerda a la astrogliosis que se da en enfermedades neurodegenerativas incluso antes de verse signos de daño neuronal.

## Investigación actual

### Existencia en humanos
La presencia de un análogo de la VRM en humanos ha sido difícil de identificar, posiblemente debido a que el bulbo olfatorio está significativamente menos desarrollado en humanos que en roedores y es por tanto más difícil de estudiar. Gran parte del trabajo en humanos ha sido cuestionado en lo referente a la VRM. En el desarrollo fetal del encéfalo y en infantes posnatales se encuentran cadenas de neuronas inmaduras típicas de la VRM. Sin embargo, hay poca evidencia de la existencia de cadenas migratorias a lo largo de la ZSV o el pedúnculo olfatorio en el encéfalo humano adulto a pesar de que parecer haber una población de células madre neurales en la ZSV. Algunos investigadores han estudiado secciones del encéfalo en sujetos desde 0 hasta 84 años que fueron extraídas durante cirugías o autopsias. En estos estudios se descubrió que hay células que expresan doblecortina y PSA-NCAM en infantes pero estas ya no se encuentran a los 18 meses de edad. Estudios posteriores indican la presencia de una pequeña población de neuronas migrantes inmaduras que se originan en la ZSV. Estos neuroblastos aparecen solamente en pares y sin formar cadenas a diferencia de los roedores. Estos estudios sugieren que la VRM se reduce drásticamente a lo largo de la infancia y especialmente durante la edad adulta, pero parece no estar ausente. A pesar de ello no se ha establecido una correlación directa entre la inactividad de las células madre y la edad debido a la alta variabilidad entre individuos. De esta forma, la existencia de un análogo a la VRM en el encéfalo de humanos adultos permanece controvertida. 

### Declive con la edad
El grado de declive con la edad en la VRM en humanos ha sido sujeto de mucho debate. En cambio la reducción de la neurogénesis y la migración en el hipocampo está bien documentada. Además en roedores el declive con la edad en la actividad de las células madre neurales de la ZSV se sitúa en torno a una edad mediana. Por ejemplo en ratones viejos la población de células madre en división activa en la ZSV y el ratio de reemplazo de interneuronas en el BO se reducen drásticamente, indicando un declive en la proliferación y migración neuronal a través de la VRM. Esta reducción se debe a la quiescencia de las células madre neurales en la ZSV desde la mediana edad, pero no en su destrucción como ocurre en el hipocampo.

### Farmacología
Otra línea de investigación actual en la VRM es la farmacología.. La comunidad científica todavía está intentando hacer frente a la difícil tarea de administrar fármacos que pasen selectivamente la barrera hematoencefálica y hagan un efecto en el encéfalo. En un estudio reciente se probó el efecto de administración intranasal de fármacos en la VRM.  Estos estudios demostraron que si se impedía el funcionamiento de la VRM en ratones se impedía a su vez la absorción de radioligandos en el sistema nervioso central administrados intranasalmente. También se utilizaron trazadores fluorescentes para seguir el fármaco en el encéfalo encontrando que el fármaco se había esparcido por todo el encéfalo, incluyendo los bulbos olfatorios. Encontraron así que la VRM es extremadamente necesaria para la absorción de fármacos intranasales, aunque también concluyeron que necesitan expandir su estudio. Algunas limitaciones, capacidades y riesgos de la VRM son todavía desconocidos y si se pretende administrar fármacos en el SNC a través de la VRM es necesario ampliar el conocimiento sobre esta vía para poder asegurar una administración segura.

### Integrina α6β1
También se ha investigado el rol que desempeña la integrina α6β1 en la VRM, particularmente buscando la implicación de moléculas quimioatrayentes en la migración de los neuroblastos. Inhibiendo estas integrinas utilizando anticuerpos para sus subunidades se encontró que la migración en la VRM se interrumpía. Además, observaron que la α6β1 actúa a través de la laminina quimioatrayente. Esto lo observaron al inyectar laminina en un plano perpendicular a la VRM observando como los neuroblastos se desviaban de su curso normal de migración. Estos investigadores apuntan que sería posible utilizar este tipo de quimioatrayentes con propósitos terapéuticos forzando a los neuroblastos a migrar a zonas dañadas o enfermas.